# 김정헌 (1966년)
김정헌(金正憲, 1966년 5월 5일~)은 대한민국의 정치인으로, 제30대 인천 중구청장이다.
인하대학교 정치외교학과를 나왔다.
제5·6대 중구의원과 제7대 인천시의원을 지내고, 2018년 제7회 전국동시지방선거에서 인천 중구청장 선거에 출마했으나 낙선하였다. 2022년 제8회 전국동시지방선거에서 다시 인천 중구청장 선거에 출마하여 당선되었다.

## 학력
- 영종국민학교 (졸업)
- 영종중학교 (졸업)
- 부평고등학교 (졸업)
- 인하대학교 (정치외교학과 / 학사)

## 경력
- 2006.07 ~ 2010.03: 제5대 인천광역시 중구의회 의원
  - 2008.07 ~ 2010.03: 제5대 인천광역시 중구의회 후반기 부의장
- 2010.07 ~ 2014.06: 제6대 인천광역시의회 의원
- 2014.07 ~ 2018.04: 제7대 인천광역시의회 의원
  - 2016.07 ~ 2018.04: 제7대 인천광역시의회 후반기 산업경제위원회 위원장
- 2022.07 ~ : 제30대 민선 8기 인천광역시 중구청장

## 전과
- 도박 - 벌금 100만원 - 1997년 12월 30일 선고[4]

## 역대 선거 결과
|  | 33.73% |

|  | 47.26% |

|  | 54.91% |

|  | 37.68% |

|  | 56.54% |